# Cmentarz żydowski w Wydminach
Cmentarz żydowski w Wydminach – został założony w II połowie XIX wieku i zajmuje powierzchnię 0,1 ha, na której, wskutek dewastacji z okresu III Rzeszy, zachowało się jedynie pięć nagrobków.